# Jana Vaverková
Jana Vaverková (* 25. prosince 2000 Brno) je česká divadelní režisérka, dramaturgyně a performerka. Ve své tvorbě se zaměřuje na adaptace literárních předloh, autorské inscenační přístupy a performativní přesahy. Od září 2025 bude působit v kolektivním uměleckém vedení brněnského HaDivadla ve spolupráci s Janem Doleželem a Justinou Grecovou.

## Vzdělání
Vaverková maturovala na Cyrilometodějském gymnáziu v Brně. Poté nastoupila ke studiu divadelní dramaturgie na Divadelní fakultě JAMU, kde obhájila bakalářskou práci na téma Trajektorie osobní výpovědi. V navazujícím magisterském studiu přešla na obor režie. V rámci programu Erasmus+ studovala na University of the Arts Helsinki obor Comparative dramaturgy and performance research.

## Tvorba
Během studia a v rané profesionální fázi své kariéry se podílela na řadě autorských a kolektivně vytvářených projektů, často s důrazem na site-specific přístupy, ekofeministická témata a intermediální přesahy.

### Absolventské projekty
- O𐚁lando (2025, Studio Marta) – adaptace děl Virginie Woolf a Davida Fostera Wallace; režie a dramaturgie: Jan Doležel, Justina Grecová, Jana Vaverková[4]

### Školní projekty
- Dvojité W (2024, DF JAMU) – režie, adaptace (s J. Doleželem), dramaturgie: Justina Grecová, Samuel Špilar
- Mé jméno budiž Gantenbein (2023, DF JAMU) – režie, dramaturgie, adaptace
- .Uff, Judidit (2022, DF JAMU) – autorská inscenace (režie, scénář)
- Sídliště Jancl (2022, Janáčkovo divadlo, festival Encounter) – režie
- Srdce zelí (2022, OC Dornych, Brno) – site-specific inscenace (režie)
- Racek – dialogy (2021, DF JAMU) – dramaturgie
- Piknik s Janou (2021, DF JAMU) – performance (autorka a performerka)

### Další projekty
- 1000 stop zmizelých (2023, ŠTETL FEST) – režie a dramaturgie: Jan Doležel, Justina Grecová, Jana Vaverková
- Debata pro loutky (od 2023, Archa+) – moderátorka
- Zvěř (2021, Káznice Brno) – site-specific projekt (režie)
- Slyšíme se – rozhlasová hra (ČRo Brno) – autorka, režie

## Stáže a asistence
- Studium na University of the Arts Helsinki (2023, zimní semestr), obor Comparative dramaturgy and performance research
- Moravský kras (2023, HaDivadlo) – asistentka režie (r. Peter Gonda)
- Handsfree – asistence (r. Lucia Repašská)
- P*AKT (2023) – externí pozorovatelka k diplomové práci

## Aktivismus
Vaverková se zapojila do klimatického hnutí v rámci iniciativy Ekobuňka JAMU a podílela se na organizaci stávky za klima.